# Китчинг, Фредерик
Фредерик Оверенд Китчинг (англ. Frederick Overend Kitching; 7 июля 1886, Кокертон, Дарем — 11 августа 1918, Дюнкерк) — британский легкоатлет, выступавший в прыжках в длину и высоту и метании копья. Участник летних Олимпийских игр 1908 года.

## Биография
Фредерик Китчинг родился 4 июля 1886 года в британской деревне Кокертон (сейчас район города Дарлингтон).
Работал адвокатом.
Выступал в соревнованиях за Лондонский легкоатлетический клуб. В 1911 году стал серебряным призёром чемпионата Великобритании в прыжках в высоту с места. В 1912 году выиграл национальный олимпийский отбор в прыжках в высоту с места и стал вторым в метании копья.
В 1912 году вошёл в состав сборной Великобритании на летних Олимпийских играх в Стокгольме. В прыжках в длину с места не смог преодолеть квалификацию.
В мае 1914 года в Лондоне на стадионе «Стэмфорд Бридж» установил рекорд Великобритании в метании копья — 43,66 метра.
После начала Первой мировой войны, будучи квакером, добился освобождения от воинской службы. В 1916 году он вступил в Санитарную службу друзей и через несколько месяцев был направлен во Францию, где водил машину скорой помощи и занимался сельскохозяйственными работами.
Погиб 11 августа 1918 года во французском городе Дюнкерк в результате вражеского налёта на штаб-квартиру службы.

## Личный рекорд
- Метание копья — 43,66 (май 1914, Лондон)[1]

## Семья
Дед — Альфред Китчинг (1808—1882), конструктор британского паровоза «Дервент».